# Roderick MacKinnon
Roderick MacKinnon, né le 19 février 1956 à Burlington, Massachusetts, États-Unis, est un biochimiste et médecin américain. Il est lauréat du prix Nobel de chimie en 2003.

## Biographie
Roderick MacKinnon est connu notamment grâce à ses recherches sur la structure des canaux ioniques calciques et potassiques impliqués dans le transport des signaux électriques des cellules. En 1998, il réussit la première cristallisation complète d'un canal potassium et son analyse structurale fine par diffractométrie de rayons X.
En 2003, il est corécipiendaire du prix Nobel de chimie avec Peter Agre « pour des découvertes concernant les canaux des membranes cellulaires [...] pour ses études structurales et mécaniques des canaux ioniques ».
En 2010, MacKinnon est professeur de neurobiologie moléculaire et de biophysique à l'université Rockefeller à New York et travaille également pour le Howard Hughes Medical Institute.